# اونالاسکا (تگزاس)
اونالاسکا، تگزاس(به انگلیسی: Onalaska, Texas) شهری در ایالت تگزاس از ایالات جنوبی ایالات متحده آمریکا است. در سرشماری سال ۲۰۰۰، جمعیت این شهر ۱۱۷۴ نفر اعلام شد.